# Daniel Patrick Moynihan
Daniel Patrick «Pat» Moynihan (16 de marzo de 1927 - 26 de marzo de 2003) fue un político y sociólogo estadounidense.
En 1975, el presidente Gerald Ford lo nombró representante de Estados Unidos en la Organización de las Naciones Unidas, puesto que ocupó hasta 1976. Durante este tiempo, en conjunto con su homólogo israelí Jaim Herzog abogó en contra de la resolución 3379, de carácter declarativo y no vinculante, que consideraba al sionismo como una forma de racismo y lo hacía equiparable al Apartheid sudafricano (72 votos a favor, 35 en contra y 32 abstenciones), adoptada por la Asamblea General de la ONU en 1975, por impulso de los países árabes, y con el apoyo del bloque soviético y del Movimiento de Países No Alineados durante la Conferencia Mundial del Año Internacional de la Mujer ese mismo año. Aquel voto en bloque producía una mayoría en la ONU que se organizó para condenar sistemáticamente a Israel en resoluciones como las: 3089, 3210, la 3236, la 32/40, etc. A pesar de los esfuerzos de Moynihan y Herzog, tendrían que pasar casi veinte años para que en 1991 la resolución 46/86 de la Asamblea General de la ONU revocara la determinación que figuraba en la resolución 3379 del 10 de diciembre de 1975, la cual, a pesar de que era sólo de carácter declarativo y no vinculante, significaba una dura condena al sionismo al considerarlo tan racista como el apartheid, además de abogar por su eliminación. Carece de considerandos y es una de las más cortas de la historia de las Naciones Unidas. Resultó aprobada el 16 de diciembre de 1991 con un total de 111 votos a favor, 25 en contra y 13 abstenciones.
Miembro del Partido Demócrata, fue elegido por primera vez al Senado de los Estados Unidos de Nueva York en 1976, y fue reelegido en tres ocasiones (en 1982, 1988 y 1994). Renunció a concurrir a la reelección en 2000. Antes de sus años en el Senado, Moynihan fue Embajador de los Estados Unidos ante las Naciones Unidas y en la India, y fue miembro de cuatro administraciones presidenciales sucesivas, comenzando con la administración de John F. Kennedy, y continuando a través de Gerald Ford.
En 1969 redactó un 'memorandum' a la presidencia, advirtiendo los peligros de los crecientes niveles atmosféricos de CO2,  incluyendo la subida del nivel de los mares por fusión de hielos debida al calentamiento global.